# Bulgaria Air
|  | Denne artikel omhandler flyselskabet Bulgaria Air. Se også Bulgarian Air Charter. |
Bulgaria Air er det nationale flyselskab fra Bulgarien. Selskabet har hub og hovedkontor på Sofia Lufthavn i landets hovedstad Sofia. Bulgaria Air blev etableret i 2002.
Selskabet opererede i november 2011 ruteflyvninger til over 25 europæiske destinationer.

## Historie
Bulgaria Air blev grundlagt i 2002 på resterne af det konkursramte Balkan Bulgarian Airlines. Bulgariens transport- og kommunikationsminister erklærede i november 2002 selskabet for landets nationale luftfartsselskab. De første flyvninger fandt sted 4. december 2002. Navnet og det første logo blev bestemt efter afholdelse af en offentlig konkurrence. Bulgaria Air var fra starten ejet af den bulgarske stat.
I 2006 blev Bulgaria Air privatiseret. I samarbejde med bulgarske virksomheder blev det investorerne bag Hemus Air, der i konkurrence med italienske Air One, købte ejerskabet over flyselskabet. Balkan Hemus Group betalte cirka 6.6 millioner euro og lovede at investere yderligere 86 millioner € over de næste fem år. Hemus Air og datterselskabet Viaggio Air navn og brand blev efterfølgende ændret til Bulgaria Airs.

## Flyflåde
I oktober 2011 bestod flåden i Bulgaria Air af 15 fly med en gennemsnitsalder på 15.5 år.